# Lîtveakî, Lubnî
Lîtveakî (în ucraineană Литвяки) este localitatea de reședință a comunei Lîtveakî din raionul Lubnî, regiunea Poltava, Ucraina.

## Demografie
Componența lingvistică a localității Lîtveakî
     Ucraineană (98,78%)
     Rusă (1,09%)
     Alte limbi (0,12%)
Conform recensământului din 2001, majoritatea populației localității Lîtveakî era vorbitoare de ucraineană (98,78%), existând în minoritate și vorbitori de rusă (1,09%).